# Ян Цзян
Ян Цзян (кит. трад. 楊絳, упр. 杨绛, пиньинь Yáng Jiàng; 17 июля 1911, Пекин — 25 мая 2016, там же) — китайская писательница, переводчица

 и драматург; почётный член Академии общественных наук Китая. Автор полного перевода романа Сервантеса «Дон Кихот» на китайский язык.
Первое имя — Ян Цзикан (кит. 杨季康).

## Биография
Родилась 17 июля 1911 года в Пекине в семье учителей, происходивших родом из города Уси в провинции Цзянсу; четвёртый ребёнок из семи.
В 1928 году начала изучать политологию в Университете Дунъу в Сучжоу (пров. Цзянсу), который закончила в 1932 году, после чего поступила в Университет Цинхуа. Там она познакомилась с одногруппником по кафедре иностранных языков Цянь Чжуншу, также ставшим впоследствии известным писателем. В 1935 году вышла за него замуж.
В 1935 году вместе с мужем отправилась учиться в Оксфордский университет (Великобритания). Здесь у них в 1937 году родилась дочь, Цянь Юань, — единственный ребёнок в семье. В том же году супруги отправились учиться в Париж в Университет Пантеон-Сорбонна. В Китай вернулись в 1938 году, всего через год после вторжения в страну японских войск.
После возвращения Ян Цзян преподавала в Гуманитарном колледже Фудань и Университете Цинхуа.
В 1940-е годы, когда семья жила в Шанхае, написанные Ян Цзян комедийные пьесы принесли ей успех.
В 1949 году, после образования КНР, семья переехала в Пекин, где Ян Цзян начала активно работать над переводами. В 1953 году устроилась на работу в институты литературы при Пекинском университете, при Академии наук Китая и в Институт иностранной литературы при Академии общественных наук Китая.
В 1958 году Ян Цзян с мужем были определены рабочими на сталелитейные заводы в рамках кампании Большого скачка.
Благодаря тому, что Ян Цзян занималась переводами текстов Мао Цзэдуна, в годы Великого китайского голода семья не пострадала.
В годы Культурной революции и Ян Цзян, и её муж подверглись гонениям, а их дочь была вынуждена публично отречься от них. Почти полностью выполненный перевод «Дон Кихота» был конфискован хунвейбинами. После смягчения позиции государства в отношении интеллигенции оказалось, правда, что тот не был утрачен, и Ян Цзян смогла вернуть текст и закончить работу над первым переводом романа с испанского на китайский. Опубликованный в 1978 году он по сей день считается главным переводом этого романа в Китае.
Вернулись с мужем в Пекин в 1972 году и поселились вместе с дочерью при Пекинском педагогическом университете.
После кончины дочери и мужа в 1997 и 1998 годах соответственно, занялась работой с семейными письмами, а также рукописями своего мужа.
Скончалась 25 мая 2016 года в больнице Пекинского объединенного медицинского колледжа.

## Творчество
Ян Цзян писала как документальную, так и художественную прозу, пьесы, эссе. Также известна своими переводами таких книг, как «Дон Кихот» Сервантеса, «Жиль Блас» Лесажа, «Ласарильо с Тормеса», «Селестина».
В 1981 году вышла книга «Шесть записок из школы для кадровых работников», в основу которой легли воспоминания о жизни семьи во время Культурной революции.
В 1988 году вышел роман «Крещение» о судьбах интеллигенции в новом Китае, который строил Мао Цзэдун.
В 2003 году издала книгу воспоминаний «Мы трое».
В 2007 году опубликовала философскую работу «Приближаясь к краю жизни».
В 2014 году вышло продолжение романа «Крещение» — «После крещения» (кит. 洗澡之後).

## Награды
- Орден Альфонса X Мудрого (1986 год)[9].